# NRW.Global Business
NRW.Global Business är byrån för utrikeshandel och investeringar i den tyska staten Nordrhein-Westfalen (NRW), med huvudkontor i Düsseldorf. Byrån är en sammanslagning av de två tidigare företagen NRW.INVEST och NRW.International, med syftet att omstrukturera statens aktiviteter för att främja utrikeshandeln.
Statens regering i Nordrhein-Westfalen, företrädd av ministern för ekonomi, innovation, digitalisering och energi, är den enda aktieägaren. Som ett helägt dotterbolag till staten Nordrhein-Westfalen är NRW.Global Business ansvariga för det operativa genomförandet av statens utrikeshandelsverksamhet, och är den centrala kontaktpunkten för partnerorganisationer inom utrikeshandel. NRW.Global Business verkar utomlands för Nordrhein-Westfalen genom internationell platsmarknadsföring.
NRW.Global Business arbetar med olika internationella institutioner. Byrån är till exempel medlem i organisationer såsom den Fransk-tyska Handelskammaren, den Amerikanska Handelskammaren i Tyskland, den Tysk-brittiska Industri - och Handelskammaren, ChemCologne e.V., ChemSite, den Tysk-brittiska Industri - och Handelskammaren, den Turkisk-tyska Industri- och Handelskammaren och det Tysk-kinesiska ekonomiska förbundet (DCW) e. V.
Med sina internationella kontor utomlands är byrån representerad på många marknader runt om i världen. Förutom dotterbolag i Japan och USA har NRW.Global Business representationskontor i Kina, Storbritannien, Indien, Israel, Korea, Polen, Ryssland och Turkiet. I samarbete med huvudkontoret i Düsseldorf stöttar de utländska kontoren företag i investeringsprojekt i Nordrhein-Westfalen, samt identifierar tillväxtpotential för Nordrhein-Westfaliska företag på internationella marknader. Samtidigt främjar nätverket direktutbyte mellan företag och investerare som önskar dra nytta av Nordrhein-Westfalias styrka och innovationskraft.
Från november 2020 har Felix Neugart utsetts till ny verkställande direktör för nya NRW.Global Business GmbH.